# 派奇绍尔·奥蒂洛
派奇绍尔·奥蒂洛（匈牙利語：Petschauer Attila，1904年12月14日—1943年1月30日），匈牙利男子击剑运动员。他曾获得1928年夏季奥运会男子佩剑团体金牌、男子佩剑个人银牌，以及1932年夏季奥运会男子佩剑团体金牌。